# 체디아크-히가시 증후군
체디아크(-스타인브링크)-히가시 증후군(Chediak-Steinbrinck-Higashi syndrome)은 리소좀 트래피킹 조절 단백질의 돌연변이로 인해 발생하는 희귀한 상염색체 열성 질환으로 이 병을 앓는 환자에서는 식작용이 감소한다. 식작용의 감소는 재발성 화농성 감염, 백색증, 말초신경증을 일으킨다.
체디아크-히가시 증후군에서 리소좀 트래피킹 조절자(LYST) 유전자가 돌연변이되어 단백질 합성이 중단되고 백혈구에서 리소좀 과립의 저장과 분비 기능이 중단된다. 이로 인해 소포가 커지면서 백혈구 기능에 결함을 만든다. 또한 화학주성이 손상되며 호중구감소증과 함께 식세포 살균 기능의 장애를 유발한다. 혈소판의 세로토닌과 아데노신 인산을 함유한 과립이 결핍되면서 혈소판 응집 장애가 일어나고 출혈 시간도 길어지게 된다. 따라서 환자는 감염에 취약해지고 종종 안구 피부 백색증과 응고 결함이 나타난다. 환자는 호중구감소증과 호중구 기능 결함으로 인해 진행성 치조골 손실, 치아 이동성과 관련된 조기 공격성 치주염을 종종 나타낸다. 재발성 구강 궤양도 이 질환을 앓는 환자의 일반적인 구강 징후 중 하나이다. 원인 불명의 치은염과 치주염이 재발하며 머리카락, 피부, 눈에 색소 침착이 있는 소아 환자를 발견한 치과 의사는 의사에게 체디아크-히가시 증후군의 가능성을 조사하도록 진료를 의뢰하는 것을 고려해야 한다.

## 징후 및 증상
체디아크-히가시 증후군에 걸린 사람들은 흰 피부와 은빛 머리카락(백색증)을 가지고 있으며 태양빛에 대한 과민증과 광공포증을 자주 호소한다. 다른 징후와 증상은 상당히 다양하게 나타나지만 빈번한 감염과 신경병증이 일반적이다. 감염이 발생하는 장소에는 점막, 피부, 호흡기가 있다. 병에 걸린 어린이는 각종 그람 양성균, 그람 음성균, 진균에 감염되기 쉬우며 황색포도상구균(S. aureus)이 가장 흔한 감염 원인이다. 체디아크-히가시 증후군 환자에게 일어나는 감염은 매우 심각하고 심지어 생명을 위협하기까지 하는 경향이 있다. 신경병증은 종종 10대에 시작되어 가장 두드러지는 문제가 된다. 이 병에 걸린 환자는 성인이 될 때까지 적은 경우만이 살아남는다.
체디아크-히가시 증후군이 있는 대부분의 소아는 궁극적으로 결함이 있는 백혈구가 제어할 수 없을 정도로 분열되어 신체의 많은 기관을 침범한다. 이 단계에 이르면 발열, 비정상적인 출혈, 압도적인 감염과 장기 부전과 관련이 있다. 이러한 의학적 문제는 일반적으로 어린 시절에 치명적으로 생명을 위협한다.

## 원인
염색체 1q42-q43에 위치한 CHS1 (또는 LYST) 유전자의 돌연변이가 체디아크-히가시 증후군과 관련이 있는 것으로 밝혀졌다. 이 유전자는 리소좀 트래피킹 조절자로 알려진 단백질을 암호화한다. 연구자들은 이 단백질이 물질을 리소좀으로 운반하는 역할을 한다고 보고 있다. 리소좀은 세포 내에서 재활용 센터 역할을 하는데, 가수 분해 효소를 사용하여 독성 물질을 분해하고 세포에 침입하는 세균을 소화하고 낡은 세포의 구성 요소를 재활용한다. 리소좀 트래피킹 조절자 단백질은 리소좀의 정상적인 기능에 관여하지만 정확한 역할은 알려져 있지 않다.
멜라닌세포에서 LYST 유전자 발현은 작은안구증 연관 전사인자(MITF)에 의해 조절될 수 있다. MITF 의 돌연변이는 제2형 바덴부르크 증후군과 티에츠 증후군을 유발하는 것으로 알려져 있으며, 결과적으로 탈색소와 난청을 유발한다. 

## 병태생리학
체디아크-히가시 증후군은 파고리소좀 형성의 실패로 인해 용균 작용이 손상되는 질병이다. 무질서한 세포 내 이동으로 인해 식작용과 리소좀의 탈과립이 제대로 일어나지 못하게 되므로 파고솜에 둘러싸인 세균이 리소좀의 효소에 의해 파괴되지 않게 된다. 
또한 세포독성 T세포에 의한 용해성 과립의 분비도 영향을 받는다. 
이 질병은 호중구를 포함한 식세포의 리소좀 소포가 커지면서 살균 능력이 나빠지며 감염에 취약해지고 백혈구의 핵 구조 이상, 빈혈, 간비대를 유발한다. 호중구에서 될레소체(소포체의 잔여물)도 볼 수 있다. 

## 진단
진단은 백혈구로 발달하는 세포(백혈구의 전구세포)에서 큰 봉입체를 나타내는 골수 도말을 통해 수행한다. 산전 진단은 태아 두피 생검에서 모발 샘플을 검사하거나 태아 혈액 샘플에서 백혈구를 검사하는 방식으로 이루어질 수 있다.
광학 현미경 하에서 모발은 고르게 분포되어 있고, 규칙적인 멜라닌 과립이 존재하며 이 과립은 정상 모발에서 발견되는 것보다 더 크게 나타난다. 편광 현미경하에서 이 모발은 밝고 다색의 굴절 패턴을 나타낸다.

### 임상 결과
위에서 언급한 바와 같이 체디아크-히가시 증후군의 여러 징후가 있지만 호중구감소증이 가장 흔한 것으로 보인다. 증후군은 눈과 피부의 백색증과도 관련이 있다. 감염 부위에서 특히 포도상구균과 연쇄상구균이 자주 나타난다. 
유치의 치주 질환과 관련이 있다. 관련 기능 장애에는 멜라닌 세포의 이상(백색증), 신경 결함, 출혈 장애가 있다. 

## 치료
체디아크-히가시 증후군에 대한 특별한 치료법은 없다. 골수 이식이 여러 환자에서 성공적인 것으로 보인다. 감염은 항생제로 치료하고 가능한 경우 농양을 수술로 배농한다. 아시클로버와 같은 항바이러스제는 질병의 말기에 투여된 적이 있으며, 사이클로포스파미드와 프레드니손도 치료 약제로 이용되었다. 비타민 C 요법은 일부 환자에서 면역 기능과 응고 기능을 개선했다.

## 역사
레바논 혈통인 쿠바의 의사 모이세스 체디아크 아와이다(Moisés Chédiak Ahuayda, 1903-1993)와 일본의 소아과 의사 히가시 오토타카(Ototaka Higashi, 1883-1981)의 이름을 따서 명명되었다.

## 다른 종
체디아크-히가시 증후군은 인간, 소, 푸른 페르시안, 오스트레일리아 푸른 쥐(Australian blue rats), 생쥐, 밍크, 여우에서 발병하는 것으로 알려졌다. 또한 유일하게 포획이 알려졌던 흰색 범고래인 치모에서 발병한 사례가 알려져 있다.